# Chrysaora quinquecirrha
Chrysaora quinquecirrha (Atlantische zeenetel) is een schijfkwal uit de familie Pelagiidae. De kwal komt uit het geslacht Chrysaora. Chrysaora quinquecirrha werd voor het eerst wetenschappelijk beschreven door Desor. 